# Torrente Centa
Der Torrente Centa ist ein ca. 16 km langer Bergbach im Trentino südlich des Lago di Caldonazzo.

## Verlauf
Er entsteht in zahlreichen Gräben an den Osthängen des Cornetto-Nordgrates. Diese sammeln sich und unterqueren die SS349. Nach weiterem nordwärtigen Lauf durch das Val Centa, dort befindet sich auch ein Naturlehrpfad, verlässt der Fluss die Berge und mündet in einer Ebene bei Caldonazzo von rechts in die Brenta.